# The 7/27 Tour
El 7/27 Tour es la segunda gira mundial del grupo femenino estadounidense Fifth Harmony y la primera gira más extensa del grupo visitando por primera vez varios países , se puso en marcha en apoyo de su segundo álbum de estudio 7/27 (2016). La gira empezó el 22 de junio de 2016 en Sudamérica haciendo su primera parada en Lima, Perú. El 20 de mayo de 2016, el grupo anunció la parte norteamericana de la gira, que consta de 32 espectáculos en los Estados Unidos y 1 espectáculo en Canadá. La etapa norteamericana comenzó el 27 de julio de 2016 en Manchester, New Hampshire en referencia a su álbum, 7/27. El 21 de junio de 2016, el grupo anunció la etapa europea de la gira con 23 fechas comenzando en Dublín, Irlanda el 4 de octubre. El tour finalizó en Acapulco el 29 de julio de 2017 con el fin de la era 7/27 programado para el 31 de ese mismo mes.

## Antecedentes
La gira fue anunciada el 27 de abril a través de la cuenta de Twitter del grupo dando fechas a distintos países de Sudamérica con 8 espectáculos. El 20 de mayo, el grupo anunció que continuará su gira por Norteamérica con 32 conciertos en Estados Unidos uno en Canadá y tres en México. La gira seguirá su recorrido por Europa constando de 23 espectáculos en diferentes países. El día 15 de enero de 2017 el grupo dio a conocer 6 fechas para Asia continuando así con su gira. La etapa por Asia está programada para empezar el día 23 de marzo de 2017 en Okinawa, Japón y está previsto a finalizar el día 8 de abril de 2017 en Singapur. Esta es la primera vez que el grupo llevará su gira a Asia. Se desconoce si el grupo extenderá su recorrido a otros países.

## Actos de Apertura
- Lali Espósito (Santiago, Chile)
- Looking Up (Buenos Aires, Argentina)
- Melody Sixz (Porto Alegre, Brasil)
- JoJo (América del Norte)
- Victoria Monét (América del Norte)
- Jake Miller (América del Norte)
- Camryn (Europa)
- Aleem (Europa)

## Lista de canciones
| Primera Etapa: Sudamérica |
| --- |
| 1. Body Rock 2. Miss Movin' On 3. Sledgehammer 4. Dope (Chile, Argentina y Brasil) 5. Reflection 6. Going Nowhere 7. Better Together (Perú) 8. No Way (Chile, Argentina y Brasil) 9. Write On Me 10. This Is How We Roll 11. Brave Honest Beautiful 12. Bo$$ 13. We Know 14. Squeeze (Chile, Argentina y Brasil) 15. Like Mariah 16. Worth It 17. Everlasting Love (Perú) 18. All In My Head (Flex) 19. Work from Home |

| Segunda Etapa: Norteamérica y Tercera Etapa: Europa |
| --- |
| 1. That's My Girl 2. Miss Movin' On 3. Sledgehammer 4. Reflection 5. This Is How We Roll 6. Scared of Happy 7. Write On Me 8. I Lied 9. No Way 10. We Know 11. Dope 12. Squeeze 13. Big Bad Wolf 14. Bo$$ 15. Not That Kinda Girl (Intercambiado con Work from Home en Mánchester, USA) 16. All In My Head (Flex) 17. Brave Honest Beautiful 18. Gonna Get Better 19. Voicemail 20. Worth It 21. Work from Home (Intercambiado con Not That Kinda Girl en Mánchester, USA) 22. I'm In Love With a Monster (Solo en Amberes, Bélgica) |

## Fechas
La siguiente tabla muestra la lista de todos los conciertos, junto a la ciudad, país y lugar correspondientes; además de los actos de apertura, venta de tickets y los ingresos.
| Fecha                    | Ciudad           | País               | Lugar                                      | Acto de apertura            | Asistencia     | Ingresos   |
| Sudamérica               | Sudamérica       | Sudamérica         | Sudamérica                                 | Sudamérica                  | Sudamérica     | Sudamérica |
| ------------------------ | ---------------- | ------------------ | ------------------------------------------ | --------------------------- | -------------- | ---------- |
| 22 de junio de 2016      | Lima             | Perú               | Anfiteatro del Parque de la Exposición     | —                           | 4,415 / 4,415  | $245,669   |
| 24 de junio de 2016      | Santiago         | Chile              | Movistar Arena                             | Lali Espósito               | 8,065 / 8,065  | $461,590   |
| 26 de junio de 2016      | Buenos Aires     | Argentina          | DirecTV Arena                              | Looking Up                  | 6,693 / 6,693  | $362,580   |
| 28 de junio de 2016      | Porto Alegre     | Brasil             | Pepsi on Stage                             | Melody Sixz                 | 3,675 / 4,600  | $191,786   |
| 29 de junio de 2016      | Curitiba         | Brasil             | Expo Unimed                                | N/A                         | 3,941 / 4,300  | $223,617   |
| 1 de julio de 2016       | Río de Janeiro   | Brasil             | Vivo Rio                                   | N/A                         | 3,686 / 3,686  | $247,629   |
| 3 de julio de 2016       | Brasilia         | Brasil             | NET Live                                   | N/A                         | 4,600 / 4,600  | $252,559   |
| 5 de julio de 2016       | São Paulo        | Brasil             | Espaço das Américas                        | N/A                         | 7,422 / 7,422  | $445,402   |
| Norteamérica             |                  |                    |                                            |                             |                |            |
| 27 de julio de 2016      | Manchester       | Estados Unidos     | Verizon Wireless Arena                     | JoJo, Victoria Monét        | —              | —          |
| 28 de julio de 2016      | Boston           | Estados Unidos     | Blue Hills Bank Pavilion                   | JoJo, Victoria Monét        | 5,000 / 5,000  | —          |
| 29 de julio de 2016      | Fairfax          | Estados Unidos     | EagleBank Arena                            | JoJo, Victoria Monét        | —              | —          |
| 30 de julio de 2016      | Uncasville       | Estados Unidos     | Mohegan Sun Arena                          | JoJo, Victoria Monét        | 5,208 / 6,823  | $203,112   |
| 2 de agosto de 2016      | Brooklyn         | Estados Unidos     | The Amphitheater At Coney Island Boardwalk | JoJo, Victoria Monét        | 5,000 / 5,000  | —          |
| 3 de agosto de 2016      | Darien           | Estados Unidos     | Darien Lake Performing Arts Center         | JoJo, Victoria Monét        | —              | —          |
| 5 de agosto de 2016      | Bangor           | Estados Unidos     | Darling's Waterfront Pavilion              | JoJo, Victoria Monét        | —              | —          |
| 6 de agosto de 2016      | Providence       | Estados Unidos     | Dunkin' Donuts Center                      | JoJo, Victoria Monét        | —              | —          |
| 7 de agosto de 2016      | Camden           | Estados Unidos     | BB&T Pavilion                              | JoJo, Victoria Monét        | —              | —          |
| 9 de agosto de 2016      | Cleveland        | Estados Unidos     | Jacobs Pavilion                            | JoJo, Victoria Monét        | —              |            |
| 11 de agosto de 2016     | Toronto          | Canadá             | Molson Canadian Amphitheatre               | JoJo, Victoria Monét        | 5,500 / 5,500  | —          |
| 13 de agosto de 2016     | Rochester Hills  | Estados Unidos     | Meadow Brook Amphitheatre                  | JoJo, Victoria Monét        | —              | —          |
| 14 de agosto de 2016     | Noblesville      | Estados Unidos     | Klipsch Music Center                       | JoJo, Victoria Monét        | —              | —          |
| 18 de agosto de 2016     | Virginia Beach   | Estados Unidos     | Veterans United Home Loans Amphitheater    | JoJo, Victoria Monét        | —              | —          |
| 19 de agosto de 2016     | Raleigh          | Estados Unidos     | Red Hat Amphitheater                       | Jake Miller, Victoria Monet | —              | —          |
| 20 de agosto de 2016     | Charlotte        | Estados Unidos     | Charlotte Metro Credit Union Amphitheatre  | Jake Miller, Victoria Monet | —              | —          |
| 21 de agosto de 2016     | Nashville        | Estados Unidos     | Carl Black Chevy Woods Amphitheater        | Jake Miller, Victoria Monet | —              | —          |
| 23 de agosto de 2016     | Atlanta          | Estados Unidos     | Chastain Park Amphitheater                 | JoJo, Victoria Monet        | —              | —          |
| 25 de agosto de 2016     | Tampa            | Estados Unidos     | MidFlorida Credit Union Amphitheatre       | JoJo, Victoria Monet        | —              | —          |
| 26 de agosto de 2016     | West Palm Beach  | Estados Unidos     | Perfect Vodka Amphitheatre                 | Jake Miller, Victoria Monet | —              | —          |
| 31 de agosto de 2016     | Chicago          | Estados Unidos     | FirstMerit Bank Pavilion                   | JoJo, Victoria Monet        | —              | —          |
| 1 de septiembre de 2016  | Kansas City      | Estados Unidos     | Starlight Theatre                          | JoJo, Victoria Monet        | —              | —          |
| 2 de septiembre de 2016  | Maryland Heights | Estados Unidos     | Hollywood Casino Amphitheatre              | JoJo, Victoria Monet        | —              | —          |
| 4 de septiembre de 2016  | Dallas           | Estados Unidos     | Gexa Energy Pavilion                       | JoJo, Victoria Monet        | —              | —          |
| 5 de septiembre de 2016  | The Woodlands    | Estados Unidos     | Cynthia Woods Mitchell Pavilion            | JoJo, Victoria Monet        | —              | —          |
| 6 de septiembre de 2016  | Midland          | Estados Unidos     | Midland County Horseshoe Arena             | JoJo, Victoria Monet        | —              | —          |
| 8 de septiembre de 2016  | Phoenix          | Estados Unidos     | Ak-Chin Pavilion                           | JoJo, Victoria Monet        | —              | —          |
| 9 de septiembre de 2016  | Irvine           | Estados Unidos     | Irvine Meadows Amphitheatre                | JoJo, Victoria Monet        | —              | —          |
| 10 de septiembre de 2016 | Concord          | Estados Unidos     | Concord Pavilion                           | JoJo, Victoria Monet        | —              | —          |
| 27 de septiembre de 2016 | Ciudad de México | México             | Auditorio Nacional                         | N/A                         | 9,968 / 10,248 | $479,934   |
| 29 de septiembre de 2016 | Monterrey        | México             | Auditorio Banamex                          | N/A                         | —              | —          |
| 1 de octubre de 2016     | Guadalajara      | México             | Auditorio Telmex                           | N/A                         | 4,805 / 8,103  | $249,189   |
| Europa                   |                  |                    |                                            |                             |                |            |
| 4 de octubre de 2016     | Dublín           | Irlanda            | 3Arena                                     | Camryn, Aleem               | —              | —          |
| 6 de octubre de 2016     | Glasgow          | Reino Unido        | SSE Hydro Arena                            | Camryn, Aleem               | —              | —          |
| 7 de octubre de 2016     | Mánchester       | Reino Unido        | Manchester Arena                           | Camryn, Aleem               | —              | —          |
| 8 de octubre de 2016     | Cardiff          | Reino Unido        | Motorpoint Arena Cardiff                   | Camryn, Aleem               | —              | —          |
| 10 de octubre de 2016    | Londres          | Reino Unido        | The O2 Arena                               | Camryn, Aleem               | —              | —          |
| 11 de octubre de 2016    | Nottingham       | Reino Unido        | Motorpoint Arena Nottingham                | Camryn, Aleem               | —              | —          |
| 12 de octubre de 2016    | Birmingham       | Reino Unido        | Barclaycard Arena                          | Camryn, Aleem               | —              | —          |
| 14 de octubre de 2016    | Barcelona        | España             | Sant Jordi Club                            | Camryn, Aleem               | —              | —          |
| 16 de octubre de 2016    | Lisboa           | Portugal           | Campo Pequeno                              | Camryn, Aleem               | —              | —          |
| 18 de octubre de 2016    | París            | Francia            | Le Zénith                                  | Camryn, Aleem               | —              | —          |
| 19 de octubre de 2016    | Colonia          | Alemania           | E-Werk                                     | Camryn, Aleem               | —              | —          |
| 20 de octubre de 2016    | Frankfurt        | Alemania           | Batschkapp                                 | Camryn, Aleem               | —              | —          |
| 22 de octubre de 2016    | Frederiksberg    | Dinamarca          | Falconer                                   | Camryn, Aleem               | —              | —          |
| 23 de octubre de 2016    | Estocolmo        | Suecia             | Annexet                                    | Camryn, Aleem               | —              | —          |
| 24 de octubre de 2016    | Oslo             | Noruega            | Spektrum                                   | Camryn, Aleem               | —              | —          |
| 26 de octubre de 2016    | Esch-sur-Alzette | Luxemburgo         | Rockhal                                    | Camryn, Aleem               | —              | —          |
| 27 de octubre de 2016    | Ámsterdam        | Países Bajos       | Heineken Music Hall                        | Camryn, Aleem               | —              | —          |
| 29 de octubre de 2016    | Amberes          | Bélgica            | Lotto Arena                                | Camryn, Aleem               | —              | —          |
| Norteamérica             |                  |                    |                                            |                             |                |            |
| 20 de febrero de 2017    | San Antonio      | Estados Unidos     | AT&T Center                                | Festival                    | Festival       | Festival   |
| 17 de marzo de 2017      | Houston          | Estados Unidos     | Estadio NRG                                | Festival                    | Festival       | Festival   |
| América Central          |                  |                    |                                            |                             |                |            |
| 18 de marzo de 2017      | Guatemala        | Guatemala          | Finca El Jocotillo                         | Festival                    | Festival       | Festival   |
| Asia                     |                  |                    |                                            |                             |                |            |
| 23 de marzo de 2017      | Okinawa          | Japón              | Okinawa Convention Center                  | —                           | —              | —          |
| 25 de marzo de 2017      | Chiba            | Japón              | Makuhari Messe                             | Festival                    | Festival       | Festival   |
| 26 de marzo de 2017      | Kōbe             | Japón              | World Memorial Hall                        | Festival                    | Festival       | Festival   |
| 29 de marzo de 2017      | Shenzhen         | China              | Shenzhen Bay Sports Center                 | —                           | —              | —          |
| 31 de marzo de 2017      | Hong Kong        | Hong Kong          | AsiaWorld–Expo                             | —                           | —              | —          |
| 1 de abril de 2017       | Taipéi           | República de China | Sports Center                              | —                           | —              | —          |
| 5 de abril de 2017       | Manila           | Filipinas          | Mall of Asia Arena                         | —                           | —              | —          |
| 7 de abril de 2017       | Kuala Lumpur     | Malasia            | Sunway Lagoon                              | —                           | —              | —          |
| 8 de abril de 2017       | Singapur         | Singapur           | The Star Performing Arts Centre            | —                           | —              | —          |
| Norteamérica             |                  |                    |                                            |                             |                |            |
| 14 de mayo de 2017       | West Sacramento  | Estados Unidos     | Raley Field                                | Festival                    | Festival       | Festival   |
| 26 de mayo de 2017       | Filadelfia       | Estados Unidos     | Mann Center of The Performing Arts         | —                           | —              | —          |
| 27 de mayo de 2017       | Vienna           | Estados Unidos     | Wolf Trap Filene Center                    | —                           | —              | —          |
| 3 de junio de 2017       | Wantagh          | Estados Unidos     | Northwell Health at Jones Beach Theater    | Festival                    | Festival       | Festival   |
| 18 de junio de 2017      | Ledyard          | Estados Unidos     | Grand Theater at Fox Tower                 | —                           | —              | —          |
| 23 de junio de 2017      | Indianapolis     | Estados Unidos     | Indiana Farmers Coliseum                   | Festival                    | Festival       | Festival   |
| 8 de julio de 2017       | Calgary          | Canadá             | Shaw Millennium Park                       | Festival                    | Festival       | Festival   |
| 22 de julio de 2017      | Baton Rouge      | Estados Unidos     | Blue Bayou and Dixie Landin'               | —                           | —              | —          |
| 29 de julio de 2017      | Acapulco         | México             | Forum de Mundo Imperial                    | —                           | —              | —          |
| Asia                     |                  |                    |                                            |                             |                |            |
| 2 de septiembre de 2017  | Chiba            | Japón              | Makuhari Messe                             | —                           | —              | —          |
| Norteamérica             |                  |                    |                                            |                             |                |            |
| 13 de septiembre de 2017 | Spokane          | Estados Unidos     | Interstate Fair Grandstand                 | Festival                    | Festival       | Festival   |
| 15 de septiembre de 2017 | Pomona           | Estados Unidos     | L.A. County Fair                           | Festival                    | Festival       | Festival   |

## Eventos cancelados
| Fecha                    | Ciudad     | País           | Lugar                                   | Motivo      |
| ------------------------ | ---------- | -------------- | --------------------------------------- | ----------- |
| 13 de septiembre de 2016 | Auburn     | Estados Unidos | White River Amphitheatre                | Desconocido |
| 14 de septiembre de 2016 | Ridgefield | Estados Unidos | Sunlight Supply Amphitheater            | Desconocido |
| 16 de septiembre de 2016 | San Diego  | Estados Unidos | Cal Coast Credit Union Open Air Theatre | Desconocido |
| 17 de septiembre de 2016 | Las Vegas  | Estados Unidos | The Joint                               | Desconocido |
| 18 de octubre de 2016    | Marseille  | Francia        | Le Dôme de Marseille                    | Desconocido |
| 19 de octubre de 2016    | Geneva     | Suiza          | SEG Geneva Arena                        | Desconocido |
| 30 de octubre de 2016    | Zürich     | Suiza          | Hallenstadion                           | Desconocido |
| 2 de noviembre de 2016   | Munich     | Alemania       | Olympiahalle                            | Desconocido |
| 3 de noviembre de 2016   | Berlín     | Alemania       | Columbiahalle                           | Desconocido |

### Eventos Reprogramados
| Fecha                 | Ciudad       | País      | Lugar            | Acto de apertura | Asistencia | Ingresos |
| --------------------- | ------------ | --------- | ---------------- | ---------------- | ---------- | -------- |
| 26 de junio de 2016   | Buenos Aires | Argentina | Luna Park        |                  |            |          |
| 18 de octubre de 2016 | París        | Francia   | Le Zénith        | Camryn, Aleem    | 6.000      |          |
| 19 de octubre de 2016 | Colonia      | Alemania  | Palladium        | Camryn, Aleem    | 4.000      |          |
| 20 de octubre de 2016 | Frankfurt    | Alemania  | Jahrhunderthalle | Camryn, Aleem    | 4.800      |          |